# Cesare Lenti
Cesare Lenti (fl. XX secolo) è stato un dirigente sportivo e arbitro di calcio italiano.

## Biografia
Fu un dirigente dell'Andrea Doria e rappresentò questa società anche nei consigli direttivi del Comitato Regionale Ligure.

### Arbitro
Iniziò ad arbitrare nel 1922 e fu citato spesso abbinato alla società per la quale era tesserato: "Lenti dell'Andrea Doria".
Dopo la consueta trafila ad arbitrare le gare dei campionati regionali, è nominato arbitro federale e passato a dirigere i campionati di Prima e Seconda Divisione all'inizio della stagione 1925-1926.
Esordisce in Prima Divisione 1925-1926 dirigendo la partita Alessandria-Mantova (9-0) del 28 marzo 1926.
Dalla stagione successiva il C.I.T.A. lo designa soprattutto per le partite di Divisione Nazionale.

Nel 1927 è fra gli arbitri genovesi che fondano il Gruppo Arbitri Genovesi "Gino Bresciani" di cui Cesare Lenti fu uno dei primi membri del direttivo che fu composto dal Presidente Augusto Galletti, lui, Masini, Dani e Carlo Garbieri.
Esordì in Serie A dirigendo la partita Pro Vercelli-Ambrosiana (1-0) del 13 ottobre 1929.
Fu inserito nei quadri degli arbitri F.I.F.A. e diresse solo 2 gare:
- Mitropa Cup 1929 - quarti di finale: First Vienna-Hungária Budapest (1-0) del 7 luglio 1929[10];
- Mitropa Cup 1930 - quarti di finale: Ferencváros-Slavia Praga (1-0) del 12 luglio 1930[11].

Terminò la sua carriera arbitrale dirigendo la partita Triestina-Bari (2-0) del 12 giugno 1932.
Ha arbitrato in totale 64 gare in Serie A.

## Dirigente sportivo
Fu il Presidente della Sezione Arbitri di Genova dal 1952 al 1955.